# Evelyn Glennie
Evelyn Elizabeth Ann Glennie, född 19 juli 1965 i Aberdeen, är en skotsk slagverksvirtuos. Hon är verksam inom klassisk musik som soloslagverkare på heltid, något som i början av hennes karriär var unikt.

## Biografi
Glennie föddes på den skotska landsbygden och blev döv vid 12 års ålder. I samband med det flyttade hon till England och började så småningom studera slagverk och puka. När hon några år senare sökte till Royal Academy of Music mötte hon hårt motstånd innan hon antogs till utbildningen. Hon debuterade vid 20 års ålder och fem år senare kom självbiografin "Good vibrations".
Sedan Glennie förlorade hörseln har hon lärt sig särskilja toner genom att känna deras vibrationer. Hon har utvecklat en ny syn på kroppen som resonanslåda och utvidgat öra. Bland annat spelar hon barfota för att kunna känna vibrationerna i golvet och har berättat att höga ljud känner hon med käkbenen, tänderna och skalpen och lägre ljud mot bröstet och låren. I samband med sina turnéer föreläser hon även ofta  med målet att få människor att lära sig lyssna med hela kroppen.
Glennie har gett ut ett 30-tal soloalbum och spelat med flera av världens stora orkestrar. Hon har beställt minst 180 nyskrivna stycken för slagverk och har cirka 2 000 instrument i sin samling.
Hon medverkar bland annat på Björks låt "My spine".
Glennie tilldelades Brittiska imperieorden 1993 och blev 2007 Dame Commander (DBE). Hon har bland annat framträtt på invigningen vid olympiska sommarspelen 2012. 2015 tilldelades hon Polarpriset.